# Monasterio de la Encarnación (Córdoba)
El monasterio de la Encarnación es un convento católico ubicado en la ciudad de Córdoba, España. Su iglesia fue declarada Bien de Interés Cultural el 2 de abril de 1982.

## Historia y descripción
Ubicado en la calle Encarnación, fue fundado a raíz del testamento del canónigo Antón Ruiz de Morales cuando en 1503 decidió legar su casa para la creación de un beaterio que sería dirigido por su sobrina Juana González de Morales. Sin embargo, en aras de crear un convento en lugar de un beaterio, se procede a solicitar al papa Julio II la concesión de una bula para convertirla en convento. 
Esta bula es concedida el 11 de julio de 1509 y en ella se comisiona al prior del monasterio de San Jerónimo de Valparaíso y al deán de la Catedral, Fernando del Pozo, junto a dos canónigos de la Catedral, Pedro Ponce de León y Martín Alonso de Piquín, para su constitución.
El día 2 de abril de 1510, se crea el convento teniendo como abadesa a Juana González de Morales que renuncia en favor de la monja del convento de las Dueñas, Guiomar de Albornoz.
El convento de la Encarnación mantiene iglesia de una sola nave con diferentes altares. Entre sus pertenencias destacan el Niño Jesús que se encontró en el río el 11 de diciembre de 1701, donado a la comunidad de religiosas el 8 de enero de 1702.